# Auriol Dongmo
Auriol Dongmo Mekemnang (Ngaoundéré, 3 augustus 1990) is een atlete uit Kameroen, die sinds oktober 2019 uitkomt voor Portugal. De kogelstootster met glijtechniek werd wereldindoorkampioene in 2022 en won twee keer zowel de Afrikaanse Spelen, het Afrikaans kampioenschap, als het Europees indoorkampioenschap. Zij nam tweemaal deel aan de Olympische Spelen, met als beste resultaat een vierde plaats.

## Sportcarrière
Dongmo groeide op in Kameroen. In haar jeugd speelde ze basketbal en kreeg ze een passie voor kogelstoten. Ze werd twee keer Afrikaans kampioene en won twee keer het kogelstoten op de Afrikaanse Spelen. Op de Gemenebestspelen in 2014 werd ze zevende. Op de Olympische Spelen van Rio de Janeiro in 2016, gooide ze een Kameroens record van 17,92 m tijdens de kwalificatie. Hiermee kwam ze in de finale, waarin ze twaalfde werd.
In 2017 waren er oplopende spanningen in het land en vertrok ze naar Europa. Dongmo dacht naar Frankrijk te gaan, vanwege de gemeenschappelijke taal. Ze kreeg een tip om contact te zoeken met Sporting en werd met open armen ontvangen in Portugal.
Sinds oktober 2019 komt Dongmo uit voor Portugal. Op de uitgestelde Olympische Spelen van Tokio in 2021 werd ze vierde bij het kogelstoten. In 2022 werd Dongmo wereldindoorkampioene met een nationaal en persoonlijk record van 20,43 m.
Bij de Europese indoorkampioenschappen van 2021 behaalde Dongmo een gouden medaille bij het onderdeel kogelstoten. Ze prolongeerde haar titel in 2023. In 2025, op de EK indoor in Apeldoorn, won ze brons.

## Persoonlijk
Dongmo heeft een zoon.

## Titels
- Wereldindoorkampioene kogelstoten – 2022
- Afrikaanse Spelen kampioene kogelstoten – 2011, 2015
- Afrikaans kampioene kogelstoten – 2014, 2016
- Europees indoorkampioene kogelstoten – 2021, 2023
- Portugees kampioene kogelstoten – 2019, 2020, 2022
- Portugees indoorkampioene kogelstoten – 2019, 2020, 2021, 2022, 2023

## Persoonlijke records
Outdoor
| Onderdeel    | Prestatie         | Datum             | Plaats                |
| ------------ | ----------------- | ----------------- | --------------------- |
| discuswerpen | 47,00 m           | 24 juni 2016      | Durban                |
| kogelstoten  | 18,37 m (Kam. NR) | 3 juni 2017       | São Bernardo do Campo |
| kogelstoten  | 19,92 m (NR)      | 16 september 2023 | Eugene                |

Indoor
| Onderdeel   | Prestatie    | Datum         | Plaats   |
| ----------- | ------------ | ------------- | -------- |
| kogelstoten | 20,43 m (NR) | 18 maart 2022 | Belgrado |

## Palmares

### kogelstoten
Voor  Kameroen
- 2011:  Afrikaanse Spelen - 16,03 m
- 2012:  Afrikaanse kamp. - 15,41 m
- 2014: 7e Gemenebestspelen - 16,50 m
- 2014:  Afrikaanse kamp. - 16,84 m
- 2015:  Afrikaanse Spelen - 17,21 m
- 2016:  Afrikaanse kamp. - 17,64 m
- 2016: 12e OS - 16,99 m (in kwal. 17,92 m = NR)

Voor  Portugal
- 2019:  Portugese indoorkamp. - 16,57 m
- 2019:  Portugese kamp. - 17,90 m
- 2020:  Portugese indoorkamp. - 18,37 m
- 2020:  Portugese kamp. - 19,53 m
- 2021:  Portugese indoorkamp. - 18,91 m
- 2021:  EK indoor - 19,34 m
- 2021:  EK voor landenteams in Chorzów - 18,74 m
- 2021: 4e OS Tokio - 19,57 m
- 2022:  Portugese indoorkamp. - 19,90 m
- 2022:  European Cup Winter Throwing - 19,68 m
- 2022:  WK indoor - 20,43 m (NR)
- 2022:  Portugese kamp. - 19,00 m
- 2022: 5e WK - 19,62 m
- 2022:  EK - 19,82 m (NR)
- 2023:  Portugese indoorkamp. - 18,90 m
- 2023:  EK indoor - 19,76 m
- 2022: 3e FBK Games - 18,89 m
- 2023:  EK voor landenteams in Chorzów - 19,07 m
- 2023: 4e WK - 19,69 m
- 2025:  EK indoor - 19,26 m

Diamond League-resultaten
- 2021:  Müller Grand Prix Gateshead - 19,08 m
- 2021:  Hongaarse GP Series Boedapest - 19,35 m
- 2023:  Meeting International Mohammed VI d'Athlétisme de Rabat - 19,28 m
- 2023:  Meeting de Paris - 19,72 m

- World Athletics: 14523980